# Harald Udo von Riedl
Harold Udo von Riedl ( 1936) es un botánico y micólogo austríaco.

## Honores

### Epónimos
- (Boraginaceae) Heliotropium riedlii Craven[2]

- La abreviatura «Riedl» se emplea para indicar a Harald Udo von Riedl como autoridad en la descripción y clasificación científica de los vegetales.[3]